# Gerhard Einert
Gerhard Einert (* 26. Juni 1923 in Wilsdruff; † 6. Mai 2000 in München) war ein deutscher Schauspieler.

## Leben
Über das Leben von Gerhard Einert war wenig in Erfahrung zu bringen. Bekannt sind nur die Mitwirkungen in mehreren Filmen der DEFA und des Deutschen Fernsehfunks. Auch einzelne Theaterauftritte sind nachzuweisen, während Arbeiten in Hörspiel- und Synchronstudios nicht gefunden wurden. Während Gerhard Einerts künstlerische Aktivitäten sich vor dem Mauerbau nur in der DDR abspielten, war damit ab 1961 Schluss und er trat nur noch in der Bundesrepublik auf.

## Filmografie
- 1955: Das Fräulein von Scuderi
- 1956: Thomas Müntzer – Ein Film deutscher Geschichte
- 1957: Betrogen bis zum jüngsten Tag
- 1957: Rivalen am Steuer
- 1957: Mazurka der Liebe
- 1957: Polonia-Express
- 1957: Gejagt bis zum Morgen
- 1958: Die Elenden
- 1960: Flucht aus der Hölle (Fernsehvierteiler)
- 1960: Papas neue Freundin (Fernsehfilm)
- 1963: Die fünfte Kolonne (Fernsehserie, 1 Episode)
- 1966: Kommissar Freytag (Fernsehserie, 3 Episoden)
- 1967: Die seltsamen Methoden des Franz Josef Wanninger (Fernsehserie, 1 Episode)
- 1978–1989: Aktenzeichen XY … ungelöst (Fernsehreihe, 15 Episoden)
- 1980: Derrick (Fernsehserie, 1 Episode)

## Theater
- 1953: Heinrich von Kleist: Der zerbrochne Krug – Regie: Hans-Joachim Büttner (Landesbühnen Sachsen)
- 1981: Bruno Frank: Sturm im Wasserglas – Regie: Kurt Wilhelm (Theater Unterwegs München)